# 噴嚏

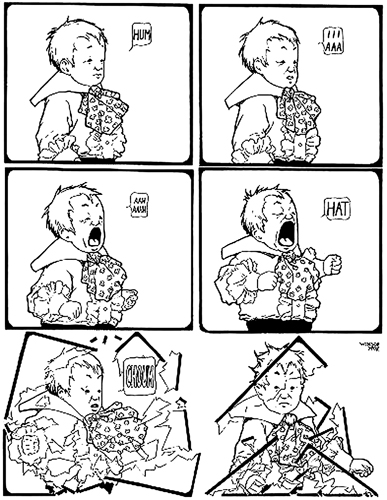
喷嚏的过程（漫画）

喷嚏（英語：Sneeze），又称喷嚏反射，是一种人和动物的生理反射行为。
反射的感受器在鼻黏膜，由三叉神经传导到脑部。打喷嚏前，鼻子变得发酸、发痒。过程一般为急促吸气，张嘴，然后高速（可达每小时50公里）通过鼻腔和口腔同时排气，产生响亮的“阿─嚏”聲音（粵語中以「乞嗤」形聲表示）。打喷嚏时，唾液会形成1000-40000粒飞沫随空气高速喷出，速度達每小時177公里（即每秒約49.2米），所以是很多传染病的传染媒介。一般打喷嚏的同时还会闭眼，可能是为了避免飞沫污染。直径大于100微米的飞沫很快落地，小粒飞沫水分部分蒸发后，形成气溶胶，可以悬浮几个小时或更长。
在公共場合，因為喷嚏是一种本能反射，难控制。但出于礼貌和公共卫生，应该不要把飞沫溅到别人身上。最好是用手帕、面巾纸即時掩口，实在来不及用手背或袖子肘弯处也可以。紧捂口鼻打喷嚏，会对中耳和鼓膜产生压力，不利于健康。另外，喷嚏时上身有激烈的运动，要注意避免因此扭伤腰部。如果噴嚏還是持續不止，為避免傷害黏膜，可以用手指按住人中，舒緩三叉神經。

## 产生原因
- 鼻粘膜受到外物刺激，如花粉過敏症、流感。
- 少数人看太阳或者强发光体的也会导致打喷嚏，称为強迫性常染色體顯性遺傳性光眼激發症候群（photosternutatory reflex）在亞里斯多德的著作就有出現。据估计全球约25%的人曾出現这类现象。目前医学上对这类喷嚏的原理还缺乏了解。

## 相关其他
鼻烟的作用之一是引起打喷嚏以提神。另外，中医一种传统给药途径是将药材研成细末，吹入鼻腔，同时引发打喷嚏。
很多国家的文化中都有和喷嚏有关的民间信仰。中国古代传统认为打喷嚏是因为被别人想念，《诗经·终风》中有「寤言不寐，愿言则嚏」，民间俗语亦有“喷嚏鼻子痒，有人背地想”。歐美人士见人打喷嚏后，则有说“愿主保佑你”、“耶穌保佑你”的习俗。由来则有两说：一是在公元590年，瘟疫蔓延欧洲时，人们为了祈祷打喷嚏者健康而说；二是民間相傳，打喷嚏是因魔鬼掐住喉咙，故人们为此而祈祷。

## 機關槍式打噴嚏
機關槍式打噴嚏（machine gun sneezing），患者會不由自主不停打噴嚏，可能源於一種由壓力所致的「心理性障礙」（psychogenic disorder），全球病例少於40宗。有醫生認為這種「不停打噴嚏」的怪病可能屬於「頑固心理性噴嚏」（intractable psychogenic sneeze），由壓力引起，但該病極其罕見。有其他醫生指出，這屬於一種由焦慮引發的心理障礙。